# Le Mont
Le Mont ist eine französische Gemeinde im Département Vosges in der Region Grand Est (bis 2015 Lothringen). Sie gehört zum Arrondissement Saint-Dié-des-Vosges und zum Kanton Raon-l’Étape. Die Bewohner nennen sich Montois(es). Die angrenzenden Gemeinden sind Moussey im Norden, Le Saulcy im Osten, Le Puid im Süden, Vieux-Moulin im Südwesten und La Petite-Raon im Westen.

## Bevölkerungsentwicklung
| 1962 | 1968 | 1975 | 1982 | 1990 | 1999 | 2006 | 2017 |
| ---- | ---- | ---- | ---- | ---- | ---- | ---- | ---- |
| 102  | 112  | 103  | 74   | 67   | 56   | 52   | 51   |